# Felician Martin von Zaremba
Graf Felician Martin von Zaremba, gelegentl. Felizian Martin von Zaremba, (* 15. März 1794 in Zaroy bei Grodno, Polen (heute Hrodna, Weißrussland); † 31. Mai 1874 in Basel) war ein russischer Diplomat, Prediger und Missionar polnischer Herkunft.

## Leben
Zaremba war der Sohn eines russischen Offiziers polnischer Herkunft. Bereits mit neun Jahren wurde Zaremba 1803 Vollwaise. Ein Onkel adoptierte ihn und ließ ihm eine gute Erziehung zukommen. 1811 begann Zaremba mit 17 Jahren an der Kaiserlichen Universität Dorpat Politik und Geschichte zu studieren. Später wechselte er an die Universität Moskau.
Fünf Jahre später schloss Zaremba sein Studium mit einer Promotion ab. Ende November 1816 wurde seine Dissertation, einer Untersuchung über das russische Zunftwesen, anerkannt.
Der russische Kanzler Karl Robert von Nesselrode wurde auf Zaremba aufmerksam und verschaffte ihm am Zarenhof eine Stelle beim Reichskollegium für auswärtige Angelegenheiten. Dort machte Zaremba Bekanntschaft mit dem Diplomaten Ioannis Kapodistrias der ihn ebenfalls förderte.
Schon während seines Studiums war Zaremba mit dem Pietismus in Berührung gekommen. Johann Heinrich Jung-Stilling und dessen Werk beschäftigte ihn so sehr, dass er nach einigem Überlegen seine diplomatische Karriere aufgab und nach Deutschland reiste. In Weinheim (Baden) traf er einen Enkel Jung-Stillings, der ihn auf die Basler Mission aufmerksam machte.
In Basel befreundete sich Zaremba mit Spittler, bei dem er auch wohnte, und immatrikulierte sich 1818 an der Missionsschule der Basler Mission. Dort wurden bislang nur für andere Gesellschaften Missionare ausgebildet. Zaremba wurde nun einer der ersten, die dann auch als Basler Missionare wirken sollten. Im Juli 1821 wurde er in den Süden des Zarenreiches gesandt.
Mit August Heinrich Dittrich reiste Zaremba nach Sankt Petersburg, um sich am Zarenhof persönlich die Erlaubnis zum Missonieren abzuholen. Da diesem Vorhaben der evangelische Kultusminister Alexander N. Golizyn sehr aufgeschlossen gegenüberstand, hatte auch Zar Alexander I. nichts dagegen.
In den Jahren 1822 bis 1838 wirkte Zaremba im Kaukasus. Er gründete in Şuşa, in der Nähe des Ararat eine armenische Schule. Später wurde diese durch eine pädagogische Hochschule und eine Druckerei erweitert. Im Kampf gegen den Islam versuchte Zaremba, die armenische Kirche in seine evangelische Missionsarbeit mit einzubinden. Ein Zitat Zarembas lautet: der Orient kann nur durch den Orient missioniert werden.
Die armenische Amtskirche sah dies etwas anders und intervenierte bei Zar Nikolaus I. Das hatte zur Folge, dass 1835 mit einem Erlass des Zaren ab sofort die gesamte Basler Mission im Zarenreich verboten war. Zaremba war es noch gestattet, die Missionsstation zu liquidieren und dann wurde auch er des Landes verwiesen.
1838 erreichte er wieder sein Mutterhaus in Basel. doch schon im darauffolgenden Jahr ging er wieder in den Kaukasus zurück und wirkte bis 1859 als Wanderprediger im Kaukasus. Im August 1859 kehrte er für immer in die Schweiz zurück. Dort wurde er ein sehr engagierter Mitarbeiter der Missionszeitung Der Heidenbote.
In den nächsten Jahren erlitt Zaremba mehrere Schlaganfälle, von denen er sich nicht mehr erholen konnte. Er verlor seine Sprache und am 31. Mai 1874 starb Graf Felician Martin von Zaremba im Alter von 80 Jahren in Basel. Der Missionsinspektor J. Josenhans hielt anlässlich der Beerdigung am 3. Juni 1874 eine vielbeachtete Grabrede.
Zaremba ist der Textdichter des dritten Strophe des Kirchenliedes EG 593 (Die Sach ist dein, Herr Jesu Christ):
Du starbest selbst als Weizenkorn und sankest in das Grab;
belebe denn, o Lebensborn, die Welt, die Gott dir gab.
Send Boten aus in jedes Land, daß bald dein Name werd bekannt,
dein Name voller Seligkeit.
Auch wir stehn dir zum Dienst bereit;
zum Dienst bereit; für dich zum Dienst bereit.

## Werke
- Jugendleben. - Basel : Missionsbuchhandlung, 1858
- Ein russischer Edelmann als Missionar : aus dem Leben. - Basel : Missionsbuchhandlung, 1890
- Wie Gott mich führt, so will ich gehn : etwas zur Missionsgeschichte. - Reval : s.n., 1857